# Дуријеј (Пенсилванија)
Дуријеј (енгл. Duryea) град је у америчкој савезној држави Пенсилванија.

## Демографија
По попису из 2010. године број становника је 4.917, што је 283 (6,1%) становника више него 2000. године.
| Група             | 2000.         | 2010.         |
| Белци             | 4.572 (98,7%) | 4.746 (96,5%) |
| Афроамериканци    | 12 (0,3%)     | 22 (0,4%)     |
| Азијати           | 16 (0,3%)     | 32 (0,7%)     |
| Хиспаноамериканци | 14 (0,3%)     | 92 (1,9%)     |
| Укупно            | 4.634         | 4.917         |